# L'Obéissance (roman)
L'Obéissance est le sixième roman de l'auteure québécoise Suzanne Jacob publié en 1991. L'auteure y aborde le sujet délicat de l'infanticide ainsi que la complexité des rapports mère-fille dans une société sclérosée par le système patriarcal. Inspirée par un fait divers, l'auteure se penche dans ce roman sur les mécanismes de l'obéissance, sur les raisons qui poussent un enfant ou un peuple à obéir.

## Résumé et personnages
Plusieurs histoires au féminin s'entrecoupent dans L'Obéissance. La première est celle de Julie qui tente de mettre en évidence la violence qui sévit tous les jours sous les yeux d'une société qui vit dans l'anonymat et le silence.Celle-ci choisit de ne pas se taire en intervenant auprès d'une enfant dont les marques de brûlures sur le corps témoignent de mauvais traitements de ses parents.
Florence Chaillée, ancienne danseuse, croit que le mariage sera une échappatoire au contrôle sournois de sa mère avec qui elle ne s'est jamais entendue. De cette union avec Hubert, un mari peu respectueux, naît la petite Alice. Celle-ci, qui aime sa mère d'un amour sans limites, obéira à Florence jusqu'à en mettre fin à sa vie lorsque la mère pousse la fille à se noyer dans une rivière.
Marie Cholet, amie de Julie et avocate de la mère infanticide, sera rongée par l'histoire de Florence et Alice. Elle se reconnaît en l'enfant, ayant elle aussi ressenti ce sentiment d'amour profond pour une mère maltraitante. Lorsqu'elle tombe enceinte de Jean, son corps refuse de donner naissance et développe une tumeur qui met fin à ses jours. Marie entraîne avec elle sa fille dans la mort et met ainsi fin au cycle des relations mère-fille pénibles.